# Cerkiew św. Michała Archanioła w Leszczawce
Cerkiew św. Michała Archanioła w Leszczawce – nieistniejąca drewniana cerkiew greckokatolicka w Leszczawce, w gminie Bircza, w powiecie przemyskim.
Cerkiew zbudowano w 1618, a odnowiono w latach 1763-1766. Był to budynek o konstrukcji zrębowej, bryle jednoprzestrzennej, z trójbocznie zamkniętym prezbiterium. Do budynku przylegała prostopadłościenna wieża szkieletowa, zawierająca w sobie przedsionek. Całość łącznie z wieżą była przykryta jednokalenicowym dachem, zwieńczonym hełmem nad nawą. Nad wieżą i prezbiterium znajdowały się małe cebulki. Ściany nawy pokrywała od wewnątrz polichromia z przełomu XIX i XX wieku.
Cerkiew rozebrano około 1973.